# Liste der französischen Gesandten in Bayern
1623 im Dreißigjährigen Krieg erwarb Maximilian I. von Bayern die Kurpfalz. In der Folge wurden diplomatische Beziehungen zu König Ludwig XIII. von Frankreich aufgenommen.

## Geschichte
Die französischen Gesandten in München, deren Berichte nach Paris heute ein wertvolles Bild des Bayerns jener Epoche – gesehen mit französischen Augen – darstellen, repräsentierten in ihrer Abfolge die innere Entwicklung Frankreichs. Die Diplomaten der vorrevolutionären französischen Monarchie waren meist vorzüglich über Bayern unterrichtet gewesen.
Dann brachte der erste Revolutionskrieg eine Unterbrechung in den offiziellen Beziehungen.
Aus dieser Zeit liegen im Archiv des französischen Außenministeriums am Quai d’Orsay nur Berichte anonymer Agenten aus Bayern.
1796, während des Krieges, berichtet ein solcher Agent aus München nach Paris:

« La Bavière est le pays de l’Allemagne le plus fertile, et où il y a le moins d’esprit; c'est le paradis terrestre habité par des bêtes. »

„Bayern ist die fruchtbarste Provinz Deutschlands und diejenige, wo es am wenigsten Geist gibt. Es ist ein irdisches Paradies, das von Dummköpfen bewohnt wird. (Das hier verwendete Wort « betes » kann außer „Dummköpfe“ auch „Tiere“ bedeuten)“

Der französische Berichterstatter von 1796 fährt fort: „Der sicherste Beweis dafür, daß Bayern das irdische Paradies Deutschlands ist, liegt in der Tatsache, daß diese Provinz … bisher imstande gewesen ist, eine Regierung zu ertragen, die allgemein als die schlechteste aller schlechten Regierungen Europas anerkannt ist.“ Gemeint ist die Regierung Kurfürst Karl Theodors.
Der Verfasser bemerkt noch: „Diese Wahrheit muß als Grundlage dienen für alle Überlegungen hinsichtlich Bayerns; nur dann kann man kalkulieren, was dieses Land heute ist und was leicht daraus gemacht werden könnte.“
Charles Paul Amable de Bourgoing hatte seine Residenz 1842 am Karolinenplatz 3. 1866 residierte der außerordentliche Gesandte Vicomte des Meloizes-Fresnoh an der Schwabinger Landstraße 25. Nach der Auflösung des Römisch-Deutschen Reiches im Jahre 1806 gab es im Königreich Bayern bis zur Abdenkung des bayrischen Monarchen im Jahre 1918 französische Gesandte in München. Von 1814 (Wiener Kongress) bis 1870 (Deutsch-Französischer Krieg) war Frankreich in Bayern mit einem außerordentlichen Gesandten sowie einem Ministre plénipotentiaire, 1871 bis 1918 mit einem Geschäftsträger, 1920 bis 1924 erneut mit einem außerordentlichen Gesandten und einem Ministre plénipotentiaire, 1924 bis 1925 mit einem Geschäftsträger und 1925 bis 1933 schließlich mit einem außerordentlichen Gesandten sowie einem Ministre plénipotentiaire vertreten.

## Missionschefs
| Ernennung / Akkreditierung | Name                                                                   | Bemerkungen | ernannt während der Regierung von | akkreditiert während der Regierung von | Posten verlassen |
| -------------------------- | ---------------------------------------------------------------------- | --- | --------------------------------- | -------------------------------------- | ---------------- |
| 1624                       | Victor Claude Alexandre de Faneau                                      | Kanoniker, trat mit den Kapuzinerbrüdern Jacinto und Alexandre auf, während der Agent Guillaume Marescot in Sachsen und Brandenburg verhandelt und 1626 nach München kam. | Ludwig XIII.                      | Maximilian I.                          |                  |
| 1626                       | Henri de Gournay de Marcheville                                        | Gesandter, 1631–1634 Gesandter in Konstantinopel | Ludwig XIII.                      | Maximilian I.                          |                  |
| 1631                       | Hercule de Charnacé                                                    | Sondergesandter des Kardinals Richelieu | Ludwig XIII.                      | Maximilian I.                          |                  |
| 1632                       | Jean de Beaumont, sieur de Saint-Etienne, gouverneur de Château-Renaud | Gesandter | Ludwig XIII.                      | Maximilian I.                          |                  |
| 1639                       | Nicolas de Ramezay, escuyer, seigneur d’Orsonville                     | († 14. September 1679) | Ludwig XIII.                      | Maximilian I.                          |                  |
| 1647                       | Henri Lambert, seigneur d’Herbigny, marquis de Thibouville             | (* 1623; † 1700) Agent, Neffe von Claude de Mesmes, comte d’Avaux | Ludwig XIV.                       | Maximilian I.                          | 1659             |
| 1649                       | François Cazet de Vautorte                                             | († 1654), Ministre plénipotentiaire | Ludwig XIV.                       | Maximilian I.                          |                  |
| 1656                       | Georg Christian (Hessen-Homburg)                                       | | Ludwig XIV.                       | Ferdinand Maria                        |                  |
| 1668                       | Pierre Caillet du Theil                                                | (* Metz), Staats- und Parlamentsrat legte in München einen Allianzentwurf vor.                                                                                            | Ludwig XIV.                       | Ferdinand Maria                        |                  |
| 1669                       | Robert-Vincent de Gravel                                               | (* 1616 in Frankreich; † 30. Juni 1684 in Solothurn), Ministre plénipotentiaire                                                                                           | Ludwig XIV.                       | Ferdinand Maria                        | 1672             |
| 1672                       | François Marie de l’Hopital, duc de Vitry et pair de France            | Außerordentlicher Gesandter († 1709) | Ludwig XIV.                       | Ferdinand Maria                        |                  |
| 1675                       | Denis de La Haye                                                       | | Ludwig XIV.                       | Ferdinand Maria                        |                  |
| 1677                       | François Marie de l’Hopital, duc de Vitry et pair de France            | Ministre plénipotentiaire | Ludwig XIV.                       | Ferdinand Maria                        |                  |
| 1679                       | Bethoulet de Fromenteau de La Vauguyon                                 | Gesandter | Ludwig XIV.                       | Maximilian II. Emanuel                 |                  |
| 1679                       | Charles Colbert de Croissy                                             | Sondergesandter, handelte den Ehevertrag zwischen Maria Anna Victoria von Bayern und Louis de Bourbon, dauphin de Viennois aus                                            | Ludwig XIV.                       | Maximilian II. Emanuel                 |                  |
| 1680                       | Charles III. de Créquy                                                 | Sondergesandter, handelte den Ehevertrag zwischen Maria Anna Victoria von Bayern und Louis de Bourbon, dauphin de Viennois aus                                            | Ludwig XIV.                       | Maximilian II. Emanuel                 |                  |
| 1680                       | Armand Jean de Vignerot du Plessis                                     | Gesandt um Louis de Bourbon, dauphin de Viennois und Denis de La Haye-Vantelet an der Grenze zu begrüßen, später Ministerresident                                         | Ludwig XIV.                       | Maximilian II. Emanuel                 |                  |
| 1681                       | Gédeon Dumetz de Montmartin                                            | Ministre plénipotentiaire | Ludwig XIV.                       | Maximilian II. Emanuel                 |                  |
| 1686                       | Charles F. de Caradas Héron                                            | nicht öffentlich | Ludwig XIV.                       | Maximilian II. Emanuel                 |                  |
| 1687                       | Claude-Louis-Hector de Villars                                         | Gesandter | Ludwig XIV.                       | Maximilian II. Emanuel                 |                  |
| 1688                       | Gombaut                                                                | Ministerresident | Ludwig XIV.                       | Maximilian II. Emanuel                 |                  |
| 1688                       | Claude-Louis-Hector de Villars                                         | († 1718) außerordentlicher Gesandter | Ludwig XIV.                       | Maximilian II. Emanuel                 |                  |
| 1699                       | Simon Arnauld de Pomponne                                              | Gesandter | Ludwig XIV.                       | Maximilian II. Emanuel                 |                  |
| 1701                       | Nicolas de Chastenet de Puységur                                       | Ministre plénipotentiaire | Ludwig XIV.                       | Maximilian II. Emanuel                 |                  |
| 1701                       | Jean-Baptiste Colbert de Torcy                                         | Agent | Ludwig XIV.                       | Maximilian II. Emanuel                 |                  |
| 1701                       | Louis Gaspard de Ricous                                                | | Ludwig XIV.                       | Maximilian II. Emanuel                 | 1704             |
| 1704                       | Pierre Rouillé de Marbeuf                                              | 1697: außerordentlicher Botschafter in Lissabon | Ludwig XIV.                       | Maximilian II. Emanuel                 |                  |
| 1711                       | Jean-Pierre de La Marck                                                | Geschäftsträger | Ludwig XIV.                       | Maximilian II. Emanuel                 | 1714             |
| Juni 1715                  | Jean-Baptiste de Johanne de la Carre de Saumery                        | mit M. Freischmann Gesandter | Ludwig XV.                        | Maximilian II. Emanuel                 |                  |
| 1726                       | Jean-Baptiste-François Desmaretz de Maillebois                         | (* 1682; † 1762) Ministre plénipotentiaire | Ludwig XV.                        | Karl Albrecht                          |                  |
| 1731                       | Louis-Charles-Auguste Fouquet de Belle-Isle                            | (* 1684; † 1761) Geschäftsträger anschließend Ministre plénipotentiaire                                                                                                   | Ludwig XV.                        | Karl Albrecht                          |                  |
| 1741                       | Marc de Beauvau-Craon                                                  | | Ludwig XV.                        | Karl Albrecht                          |                  |
| 1742                       | Louis-Charles-Auguste Fouquet de Belle-Isle                            | Außerordentlicher Botschafter bei Karl Albrecht von Bayern | Ludwig XV.                        | Karl Albrecht                          |                  |
| 1742                       | François-Joachim Potier de Gesvres                                     | gratulierte Karl Albrecht von Bayern zur Wahl zur Kaiserwahl | Ludwig XV.                        | Karl Albrecht                          |                  |
| 1742                       | Jacques-François Blondel                                               | Geschäftsträger | Ludwig XV.                        | Karl Albrecht                          |                  |
| 1743                       | Daniel François de Gélas de Lautrec                                    | | Ludwig XV.                        | Karl Albrecht                          |                  |
| 1745                       | Théodore Chevignard de Chavigny                                        | (* 1687; † 1771) | Ludwig XV.                        | Maximilian III. Joseph                 | 1746             |
| 1745                       | Comte de Renaud                                                        | Geschäftsträger | Ludwig XV.                        | Maximilian III. Joseph                 |                  |
| 1746                       | Louis François Armand de Vignerot du Plessis                           | Außerordentlicher Botschafter | Ludwig XV.                        | Maximilian III. Joseph                 |                  |
| 1748                       | François de Baschi                                                     | Ministre plénipotentiaire | Ludwig XV.                        | Maximilian III. Joseph                 |                  |
| 1755                       | Hubert de Folard                                                       | (* 1709; † 1799) Geschäftsträger | Ludwig XV.                        | Maximilian III. Joseph                 |                  |
| 1756                       | Louis-Gabriel du Buat-Nançay                                           | (* 1732 in Nançay, Berry; † 1787), Geschäftsträger | Ludwig XV.                        | Maximilian III. Joseph                 |                  |
| 1757                       | Charles-Louis Joachim de Chastellier-Dumesnil                          | | Ludwig XV.                        | Maximilian III. Joseph                 |                  |
| 1776                       | François Barbé-Marbois                                                 | Geschäftsträger | Ludwig XVI.                       | Maximilian III. Joseph                 |                  |
| 1776                       | Louis Antoine Chalgrin                                                 | Geschäftsträger | Ludwig XVI.                       | Maximilian III. Joseph                 |                  |
| 1777                       | Anne-César de La Luzerne                                               | | Ludwig XVI.                       | Karl Theodor von Pfalz und Bayern      | 1778             |
| 1779                       | Thadée-Humphrey, comte O’Dunne                                         | Geschäftsträger, später Ministre plénipotentiaire | Ludwig XVI.                       | Karl Theodor von Pfalz und Bayern      |                  |
| 1780                       | Messire Louis de Montezan                                              | Ministre plénipotentiaire | Ludwig XVI.                       | Karl Theodor von Pfalz und Bayern      | 1789             |
| 1782                       | Jean-François Chalgrin                                                 | Geschäftsträger, ab 1787 Ministre plénipotentiaire | Ludwig XVI.                       | Karl Theodor von Pfalz und Bayern      |                  |
| 1792                       | Frédéric Flamen d’Assigny                                              | Ministre plénipotentiaire | Nationalkonvent                   | Karl Theodor von Pfalz und Bayern      |                  |
| 1798                       | Charles-Jean-Marie Alquier                                             | | Direktorium                       | Karl Theodor von Pfalz und Bayern      |                  |
| 1810                       | Louis Marie de Narbonne-Lara                                           | | Napoleon Bonaparte                | Maximilian IV. Joseph                  |                  |
| 1811                       | Louis Marie de Narbonne-Lara                                           | | Napoleon Bonaparte                | Maximilian IV. Joseph                  |                  |
| 1814                       | Jules de Polignac                                                      | | Ludwig XVIII.                     | Maximilian IV. Joseph                  | 1816             |
| 1816                       | Auguste Delagarde                                                      | Augustin Marie Balthazar Pelletier, comte de Lagarde (* 1780; † 1834) 1820–1823 Gesandter in Madrid                                                                       | Ludwig XVIII.                     | Maximilian IV. Joseph                  | 1820             |
| 1821                       | Louis-Toussaint de la Moussaye                                         | (* 1778; † 1854) 1819–1820 Gesandter in Hannover, 1820–1821 Gesandter in Stuttgart 1827–1830                                                                              | Ludwig XVIII.                     | Maximilian IV. Joseph                  | 1827             |
| 1827                       | Marie-Théodore de Rumigny                                              | (* 1789; † 1860) | Karl X.                           | Ludwig I.                              | 1832             |
| 1832                       | Charles-Joseph de Bresson                                              | (* 1798; † 1847), 1830–1832 Gesandter in Hannover, 1833–1844 Gesandter in Berlin                                                                                          | Louis-Philippe I.                 | Ludwig I.                              | 1833             |
| 1833                       | Alfred de Vaudreuil                                                    | (* 1799; † 1834), 1830–1832 Geschäftsträger in Sankt Petersburg, 1832, 1835, und 849 Gesandter in Dresden                                                                 | Louis-Philippe I.                 | Ludwig I.                              | 1834             |
| 1835                       | Paul-Charles-Amable de Bourgoing                                       | (* 19. Dezember 1791 in Hamburg; † 16. August 1864 in Paris) 1832–1835 Gesandter in Sachsen                                                                               | Louis-Philippe I.                 | Ludwig I.                              |                  |
| 1849                       | Armand Lefebvre                                                        | (* 1807; † 1864) | Zweite Französische Republik      | Maximilian II. Joseph                  | 1850             |
| 1850                       | Édouard Thouvenel                                                      | (* 1818; † 1866) | Napoléon III.                     | Maximilian II. Joseph                  | 1851             |
| 1852                       | Eugène Louis François de Méneval                                       | (* 1814; † 1882) | Napoléon III.                     | Maximilian II. Joseph                  | 1860             |
| 1860                       | Marquis de Bonneville                                                  | | Napoléon III.                     | Maximilian II. Joseph                  | 1861             |
| 1861                       | Edmé de Reculot                                                        | 1852–1857 Gesandter in Hannover und 1857–1861 in Stuttgart, 1864–1866 beim Deutschen Bund                                                                                 | Napoléon III.                     | Maximilian II. Joseph                  | 1864             |
| 1866                       | Renaud d’Avesnes des Meloizes-Fresnoh                                  | Außerordentlicher Gesandter | Napoléon III.                     | Ludwig II.                             | 1867             |
| 1867                       | Jérôme Paul de Cadore Nompère de Champagny                             | (* 1809), 1864–1867 Gesandter in Karlsruhe | Napoléon III.                     | Ludwig II.                             | 1870             |
| 1871                       | Édouard Lefebvre de Béhaine                                            | (* 1829; † 1897) 1850–1869 Legationssekretär in Berlin, 1880–1897 Gesandter in Den Haag                                                                                   | Adolphe Thiers                    | Ludwig II.                             | 1880             |
| 1880                       | Gustave Lannes de Montebello                                           | (* 1838; † 1907) 1884–1886 Geschäftsträger in Brüssel, 1886–1891 Botschafter in Konstantinopel, 1891–1903 Botschafter in Sankt Petersburg                                 | Jules Grévy                       | Ludwig II.                             | 1882             |
| 1882                       | Jean-Babtiste Felix Mariani                                            | | Jules Grévy                       | Ludwig II.                             | 1888             |
| 1888                       | Camille Barrère                                                        | | Marie François Sadi Carnot        | Luitpold von Bayern                    | 1896             |
| 1897                       | Jules Henrys d’Aubigny                                                 | (* 1844, † 1922) | Félix Faure                       | Luitpold von Bayern                    | 1904             |
| 1905                       | Alfred Chilhaud Dumaine                                                | | Émile Loubet                      | Luitpold von Bayern                    | 1907             |
| 1907                       | Ernest René Joseph Adrien Bourgarel                                    | (* 1850) | Armand Fallières                  | Luitpold von Bayern                    | 1909             |
| 1909                       | Henri Allizé                                                           | | Armand Fallières                  | Luitpold von Bayern                    | 1914             |
| 1920                       | Émile Dard                                                             | (* 1871; † 1945) 1911–1912 Geschäftsträger in Belgrad, 1912–1915 Geschäftsträger in Kopenhagen                                                                            | Paul Deschanel                    | Gustav von Kahr                        | 1924             |
| 1924                       | Charles François de Paule Lefèvre d’Ormesson                           | (* 1877; † 1957) November 1924 bis November 1925 Geschäftsträger, anschließend Gesandter. 1933–1936 Gesandter in Bukarest, ab 1936 Gesandter in Rio de Janeiro            | Gaston Doumergue                  | Eugen von Knilling                     | 1933             |
| 1933                       | Aimé Leroy                                                             | (* 1879), 1927–1933 Generalkonsul in Genf, 1934–1935 Gesandter in Oslo, 1935–1940 Gesandter in Lissabon                                                                   | Albert Lebrun                     | Heinrich Held                          | 30. Juni 1934    |